# باري إس. بروك
باري إس. بروك (بالإنجليزية: Barry S. Brook)‏ هو عالم موسيقى أمريكي، ولد في 1 نوفمبر 1918 في نيويورك في الولايات المتحدة، وتوفي بنفس المكان في 7 ديسمبر 1997.